# Gran Premio motociclistico del Belgio 1969
Il Gran Premio motociclistico del Belgio fu il sesto appuntamento del motomondiale 1969.
Si svolse il 6 luglio 1969 sul circuito di Spa-Francorchamps. Corsero tutte le classi meno la 350.
In 500 Giacomo Agostini spadroneggiò sin dalle prove, e ottenne l'ennesima vittoria. Solo Percy Tait, con una Triumph ufficiale, riuscì a non farsi doppiare, sebbene per poco.
Più interessante la gara della 250, vinta da Santiago Herrero. Ritirato per caduta dopo tre giri Renzo Pasolini, mentre il compagno di Marca Kelvin Carruthers fu terzo, preceduto da Rodney Gould.
Nella 125, terza vittoria consecutiva per la Kawasaki di Dave Simmonds.
Vittoria per Barry Smith (Derbi) nella 50, davanti a Herrero (anch'esso su Derbi). Terzo il leader della classifica iridata, l'olandese Aalt Toersen.
Nei sidecar, vittoria e giro più veloce per l'URS 4 cilindri di Helmut Fath.

## Classe 500

### Arrivati al traguardo
| Pos. | Pilota           | Moto                    | Tempo     | Punti |
| ---- | ---------------- | ----------------------- | --------- | ----- |
| 1    | Giacomo Agostini | MV Agusta               | 54' 18" 1 | 15    |
| 2    | Percy Tait       | Triumph                 | +4' 19"   | 12    |
| 3    | Alan Barnett     | Kirby Metisse-Matchless | +1 giro   | 10    |
| 4    | Gyula Marsovszky | LinTo                   | +1 giro   | 8     |
| 5    | Ron Chandler     | Seeley                  | +1 giro   | 6     |
| 6    | Robin Fitton     | Norton                  | +1 giro   | 5     |
| 7    | Walter Scheimann | GEFM Norton             | +1 giro   | 4     |
| 8    | Dan Shorey       | Seeley                  | +1 giro   | 3     |
| 9    | Karl Auer        | Matchless               | +1 giro   | 2     |
| 10   | Tom Dickie       | Norton                  | +1 giro   | 1     |
| 11   | Paul Eickelberg  | Norton                  | +1 giro   |       |
| 12   | Lewis Young      | Norton                  | +1 giro   |       |
| 13   | Theo Louwes      | Norton                  | +1 giro   |       |
| 14   | Billy Andersson  | Crescent                |           |       |
| 15   | Jim Curry        | Aermacchi               |           |       |
| 16   | Serge Jamsin     | Norton                  |           |       |
| 17   | Guy Cooremans    | Norton                  |           |       |

### Ritirati
| Pilota            | Moto       | Motivo ritiro |
| ----------------- | ---------- | ------------- |
| Jack Findlay      | Matchless  |               |
| František Šťastný | Jawa       |               |
| Kel Carruthers    | Aermacchi  |               |
| Angelo Bergamonti | Paton      |               |
| Eduard Lenz       | Matchless  |               |
| Godfrey Nash      | Norton     |               |
| Billie Nelson     | Paton      |               |
| Maurice Hawthorne | LinTo      |               |
| John Dodds        | Seeley-URS |               |
| Alberto Pagani    | LinTo      |               |
| Bosse Granath     | Husqvarna  |               |

## Classe 250

### Arrivati al traguardo
| Pos | Pilota            | Moto      | Tempo     | Punti |
| --- | ----------------- | --------- | --------- | ----- |
| 1   | Santiago Herrero  | OSSA      | 35' 39" 1 | 15    |
| 2   | Rodney Gould      | Yamaha    | +0" 5     | 12    |
| 3   | Kelvin Carruthers | Benelli   | +10" 4    | 10    |
| 4   | Kent Andersson    | Yamaha    | +1' 23" 5 | 8     |
| 5   | Jean Auréal       | Yamaha    | +2' 14" 1 | 6     |
| 6   | Eric Hinton       | Yamaha    | +2' 25" 1 | 5     |
| 7   | Jack Findlay      | Yamaha    | +2' 33"   | 4     |
| 8   | Lothar John       | Yamaha    | +2' 33" 4 | 3     |
| 9   | Dave Simmonds     | Kawasaki  | +3' 21" 9 | 2     |
| 10  | Gyula Marsovszky  | Yamaha    | +3' 37" 9 | 1     |
| 11  | Carlos Giró Vilá  | OSSA      | +3' 38" 7 |       |
| 12  | Christian Ravel   | Yamaha    | +3' 54" 5 |       |
| 13  | Siegfried Lohmann | Suzuki    | +4' 26" 5 |       |
| 14  | Paul Eickelberg   | Aermacchi | +4' 56" 6 |       |

## Classe 125

### Arrivati al traguardo
| Pos | Pilota            | Moto      | Tempo     | Punti |
| --- | ----------------- | --------- | --------- | ----- |
| 1   | Dave Simmonds     | Kawasaki  | 34' 24" 9 | 15    |
| 2   | Dieter Braun      | Suzuki    | +1" 7     | 12    |
| 3   | Cees van Dongen   | Suzuki    | +1' 14" 8 | 10    |
| 4   | Kent Andersson    | Yamaha    | +1' 58" 8 | 8     |
| 5   | Jan Huberts       | MZ        | +2' 34" 9 | 6     |
| 6   | Siegfried Lohmann | MZ        | +3' 36" 2 | 5     |
| 7   | Bosse Granath     | MZ        | +3' 59" 1 | 4     |
| 8   | Lothar John       | MZ        | +4' 05" 2 | 3     |
| 9   | Bob Coulter       | Bultaco   | +4' 24" 9 | 2     |
| 10  | Walter Scheimann  | Villa     | +4' 27" 5 | 1     |
| 11  | John Dodds        | Aermacchi | +4' 43" 4 |       |
| 12  | Brian Smith       | Honda     | +1 giro   |       |
| 13  | Hausel            | Yamaha    | +1 giro   |       |

## Classe 50

### Arrivati al traguardo
| Pos | Pilota              | Moto     | Tempo     | Punti |
| --- | ------------------- | -------- | --------- | ----- |
| 1   | Barry Smith         | Derbi    | 23' 23" 2 | 15    |
| 2   | Santiago Herrero    | Derbi    | +6" 2     | 12    |
| 3   | Aalt Toersen        | Kreidler | +14"      | 10    |
| 4   | Cees van Dongen     | Kreidler | +34" 1    | 8     |
| 5   | Ludwig Faßbender    | Kreidler | +46" 1    | 6     |
| 6   | Martin Mijwaart     | Jamathi  | +57" 5    | 5     |
| 7   | Jan Huberts         | Kreidler | +1' 17" 5 | 4     |
| 8   | Adrijan Bernetič    | Tomos    | +2' 49" 3 | 3     |
| 9   | André Millard       | Kreidler | +3' 35" 3 | 2     |
| 10  | Jean-Louis Pasquier | Derbi    | +4' 17" 3 | 1     |
| 11  | Oronzo Memola       | Negrini  | +4' 25" 8 |       |

## Classe sidecar

### Arrivati al traguardo
| Pos | Pilota                | Passeggero       | Moto | Tempo     | Punti |
| --- | --------------------- | ---------------- | ---- | --------- | ----- |
| 1   | Helmut Fath           | Wolfgang Kalauch | URS  | 32' 55"   | 15    |
| 2   | Klaus Enders          | Ralf Engelhardt  | BMW  | +32"      | 12    |
| 3   | Georg Auerbacher      | Hermann Hahn     | BMW  | +55" 8    | 10    |
| 4   | Franz Linnarz         | Rudolf Kühnemund | BMW  | +2' 05"   | 8     |
| 5   | Arsenius Butscher     | Josef Huber      | BMW  | +2' 06" 3 | 6     |
| 6   | Graham Milton         | John Thornton    | BMW  | +2' 07" 1 | 5     |
| 7   | Tony Wakefield        | John Flaxman     | BMW  | +2' 27" 2 | 4     |
| 8   | Heinz Luthringshauser | Geoff Hughes     | BMW  | +2' 40" 1 | 3     |
| 9   | Helmut Lünemann       | Neil Caddow      | BMW  | +2' 43" 7 | 2     |
| 10  | Jean-Claude Castella  | Albert Castella  | BMW  | +2' 44" 1 | 1     |
| 11  | Hermann Oosterloo     | Jan Kort         | BMW  | +1 giro   |       |

## Fonti e bibliografia
- Corriere dello Sport, 7 luglio 1969, pag. 9.
- "Motor" n° 28 del 10 luglio 1969, pag. 956, su motorracehistorie.nl. URL consultato il 22 giugno 2011 (archiviato dall'url originale il 12 febbraio 2015).
- Risultati della 500 su autosport.com, su autosport.com.